# Червона Кам'янка (Знам'янський район)
Червона Кам'янка — колишній населений пункт в Кіровоградській області у складі Знам'янського району.

## Стислі відомості
В 1930-х роках входило до складу Трепівської сільської ради та мало назву Антоновичі. 
В часі Голодомору 1932—1933 років від нелюдської смерті померло не менше 1 людини.
Зняте з обліку через переселення мешканців. Дата зникнення невідома.